# 赏金猎人 (电视剧)
《赏金猎人》（英語：Bounty Hunter），2012年5月8日在湖南卫视开播的清朝背景古装剧。2015年10月12日台灣MOD龍華戲劇播出。

## 剧情
该剧讲述清朝末年江南富商白老爷和大日本帝国青龙会之间因为金矿利益纠葛而酿造的人命案。

## 演员表

### 主要演员
| 演員   | 角色     | 配音員 | 暱稱／關係 |
| 錢泳辰 | 安聘遠   | 張傑   | 慈禧太后親自欽点的賞金獵人神探。幫朝廷捉拿囚犯，领取賞金為生，而稱之為「賞金獵人」 安松之子，英俊瀟灑，玉樹臨風，杜雨涵之初戀情人。 |
| 錢泳辰 | 安 松    | 張傑   | 安聘遠之生父。已去世多年，安聘遠的尊敬對象。                                                                                        |
| 李易峰 | 毓 泰    |        | 衙門捕快。 身负秘密任務的正義捕快，洛世全之養子，洛琴心青梅竹馬之戀人。                                                             |
| 江鎧同 | 洛琴心   | 季冠霖 | 洛家大小姐，洛世全之女，易容神秘女郎。                                                                                              |
| 颖儿   | 杜雨涵   | 喬詩語 | 白家四夫人。白世朗的四姨太。原名如意，安聘遠之初戀情人。險被白世朗掐死。（第3集）                                                   |
| 劉雪華 | 大夫人   | 郝幽玥 | 白家大夫人。白世朗的原配夫人，白少初之養母。                                                                                        |
| 邵美琪 | 二夫人   | 張凱   | 白家二夫人。白世朗的二姨太，白少群之親母。膽子小，事事都依赖着白少群。                                                              |
| 薛佳凝 | 三夫人   | 張麗敏 | 白家三夫人。白世朗的三姨太，無子女。少女時，已許配給白世朗做三姨太。                                                                |
| 錢小豪 | 小田次郎 |        | 日本商人。实际上是井上介雄安排在白少初(井上横步)的身边保护他。因为杀害了杜雨涵，而被安聘远杀死。                                    |
| 譚耀文 | 袁世凱   | 張磊   | 中華民國第1任大總統 |
| 潘 虹  | 慈禧太后 | 晏积瑄 | 懿貴妃→慈禧太后 大清皇朝晚期實际掌權者 親自欽点安聘遠為賞金獵人                                                                     |
| 沈保平 | 荣禄     | 張遥函 | 大清朝大臣。晚清政坛大臣。 |
| 任學海 | 李蓮英   |        | 大清朝大太监，慈禧太后的心腹。 |
| 黃文豪 | 洛世全   | 商虹   | 洛县令 洛琴心之父，洛家老爺。 |
| 魏千翔 | 白少初   | 嚴明   | 原名井上橫步，白家大少爺，白家大夫人之養子。白少群同父異母之兄。                                                                    |
| 陈晓   | 白少群   | 邊江   | 白家二少爺，白家二夫人之親子。白少初同父異母之弟。愛慕其父親的小老婆，後来為家族利益而亡。                                          |
| 周紹棟 | 白世朗   | 商虹   | 白家老爺，大夫人、二夫人、三夫人以及杜雨涵的丈夫。後被人殺害。                                                                      |
| 舒 畅  | 神秘女郎 | 季冠霖 | 洛琴心易容而成的模樣（友情客串） |

## 電視劇歌曲
| 曲序 | 曲目               |      | 作曲 | 演唱   |
| ---- | ------------------ | ---- | ---- | ------ |
| 1.   | 《江湖》（主题曲） | 谭旋 | 谭旋 | 李易峰 |
| 2.   | 《极光》（片尾曲） | 谭旋 | 谭旋 | 薛佳凝 |

## 脚注
1. ↑  袁世凯（1859年9月16日-1916年6月6日）字慰亭或慰庭，号容庵，汉族，出生于河南项城，初为大清重臣，后位中华民国大总统，最后称帝，为中华帝国洪宪帝。
2. ↑  慈禧（1835年11月29日-1908年11月15日）叶赫那拉氏，名杏贞，出生于叶赫部，原本是咸丰帝的妃子、同治帝的母亲，后垂帘听政，1861年至1908年的大清实际掌权者。
3. ↑  荣禄（1836年4月6日-1903年4月11日）字仲华，号略园，瓜尔佳氏，满洲正白旗人，晚清政坛大臣，颇得慈禧的亲睐。
4. ↑  李莲英（1848年-1911年）原名李进喜，出生于顺天府大城县，处事圆滑，深得慈禧欢心。

## 作品的變遷
| 中国大陆湖南卫视 金鹰独播剧场 每晚22:00两集连播 | 中国大陆湖南卫视 金鹰独播剧场 每晚22:00两集连播 | 中国大陆湖南卫视 金鹰独播剧场 每晚22:00两集连播 |
| ----------------------------------------------- | ----------------------------------------------- | ----------------------------------------------- |
|                                                 | 赏金猎人 （2012年5月8日－5月21日）              |                                                 |
| 笑红颜 （2012年4月22日－5月7日）                | 牵牛的夏天 （2012年5月22日－6月1日）            |                                                 |